# Сюзанн Плешетт
Сюзанн Плешетт (англ. Suzanne Pleshette, 31 січня 1937 — 19 січня 2008) — американська акторка. Найбільш відома за роллю Емілі Гартлі «Шоу Боба Ньюхарта» у 1970-ті і за ролями у фільмах «Птахи» і «Римська пригода», а також участю у бродвейських постановках. Удостоєна зірки на Голлівудська алея слави.

## Біографія
Сюзанн Плешетт народилася в Брукліні в єврейській родині імігрантів з Російської Імперії та Австро-Угорщини. Її мати Джеральдін (до шлюбу Каплан) була тануюристкою і художницею, яка виступала під псевдонімом Джеральдін Ріверз. Її батько Євген Плешетт був режисером і менеджером в бруклінському театрі «Парамаунт». Сюзанн навчалася у «Вищій школі виконавських видів мистецтва Манхеттена», а потім закінчила університет Сіракуз.

### Кар'єра
Плешетт почала акторську кар'єру в 1957 році на Бродвеї в постановці Маєра Левіна «Примус». Двома роками пізніше вона зіграла в комедії «Золоте руно» з Томом Постоном у головній ролі, з яким через багато років одружилася.
Незабаром після дебюту на Бродвеї почала кінокар'єру. Її першими фільмами були «Хлопчик гейша», «Римська пригода», «Доля-мисливець», але найбільше вона запам'яталася роллю вчительки Енні Гейворт в культовому фільмі Альфреда Хічкока «Птахи». Вона також багато працювала на телебаченні. Першими серіалами з її участю були «Театр 90», «Альфред Гічкок представляє», «Бен Кейсі» і «Доктор Кілдер», за роль в якому вона була номінована на «Еммі». 
Плешетт була постійною гостею у «Шоу Боба Ньюхарта» (1972—1978) протягом всіх шести сезонів показу і двічі висувалася на «Еммі» в номінації «Найкраща комедійна акторка».
Вона також дублювала голоси Юбаба і Дзеніба в англійській версії японського мультфільму «Віднесені примарами», а також Зіру в диснеївському мультфільмі «Король Лев 2: Гордість Сімби».

### Особисте життя
У 1964 році Плешетт одружилася з актором Троєм Донаг'ю, з яким знімалася у фільмі «Римська пригода». Через 8 місяців вони розлучилися. У шлюбі з техаським нафтовиком Томмі Галлахером прожила з 1968 і до його смерті в 2000 році. У 2001 році одружилася з колегою по «Шоу Боббі Ньюгарта» Томом Постоном, який помер в 2007 році.
У серпні 2006 року у акторки виявили рак легені і відразу ж госпіталізували. Після хіміотерапії та амбулаторного лікування її агент Джоель Дін заявив, що хвороба була виявлена вчасно і все буде добре. Але пізніше вона була госпіталізована, вже з легеневою інфекцією. У вересні 2007 року вона взяла участь у зустрічі, присвяченій «Шоу Боба Ньюгарта», в інвалідному візку, що викликало занепокоєння публіки її здоров'ям. Вона ж запевнила всіх, що незабаром вилікується від раку легенів, оскільки недавно перенесла успішну операцію.
31 січня було заплановано відкриття зірки Сюзанн Плешетт на Голлівудській алеї слави, приурочений до 71 дня її народження. Але попри лікування, акторку не вдалося врятувати. Вона померла 19 січня 2008 року від легеневої недостатності в своєму будинку в Лос-Анджелесі у віці 70 років.

## Фільмографія
- О, Боже! Книга 2 (1980) — Паула Річардс
- Веселі історії про крадені речі (1979) — Луїз Вебстер
- Кошлатий прокурор (1976) — Бетті Деніелс
- Припустимо, вони оголосять війну і ніхто не прийде (1970) — Рамона
- Влада (1968) — професор Марджері Ленсінг
- Привид Чорної Бороди (1968) — професор Джо Енн Бейкер
- Містер Буддвінг (1966) — Фіддл
- Невада Сміт (1966) — Пілар
- Гидка такса (1966) — Френ Гаррісон
- Доля-мисливець (1964) — Марта Вебстер
- Птахи (1963) — Енні Гейворт
- Сорок фунтів неприємностей (1962) — Кріс Локвуд
- Римська пригода (1962) — Пруденс Белл
- Хлопчик гейша (1958) — Пірсонс

## Телебачення
- Вілл і Грейс (2002-2004) — Луїс Вітлі
- 8 простих правил для друга моєї дочки-підлітка (2003) — Лаура
- Заради дитини (1991) — Мері Пітерс
- Одна в неонових джунглях (1988) — капітан Джанет Гамільтон
- Досьє «Білорусь» (1985) — Дана Саттон
- Шоу Боба Ньюгарта (1972-1978) — Емілі Гартлі
- Коломбо: Мертвий вантаж (1971) — Гелен Стюарт
- Доктор Кілдер (1961-1964) — Кеті Бенджамін
- Бен Кейсі (1962) — Керолін Стенлі
- Альфред Гічкок представляє (1960) — Енн
- Театр 90 (1959)